# 格蘭特鎮區 (堪薩斯州迪金森縣)
格蘭特鎮區（英語：Grant Township）為美國堪薩斯州迪金森縣轄下的鎮區。2010年美国人口普查中此鎮區人口有977人。

## 地理
格蘭特鎮區涵蓋總面積為82.3平方（31.78平方英里），其中陸地面積為81.2平方（31.37平方英里），水域面積為1.1平方（0.41平方英里）或1.29%。海拔高度350（1,150英尺）。

## 人口統計
根據2010年美國人口普查，格蘭特鎮區人口有977人，其中男性有486人，女性有491人，人口密度為每平方公里11.88人，住房計425戶。鎮區內的白人有947人，非裔美國人有7人，美洲原住民有0人，亞裔美國人有0人，太平洋島裔美國人有0人，其他種族有4人，混血種族則有19人。此外鎮區內有34人為西班牙裔或拉丁裔美國人。此鎮區之年齡中位數為46.0歲，而男性年齡中位數為45.2歲，女性年齡中位數為47.5歲。

## 交通

### 主要公路
- 70號州際公路
- 40號美國國道
- 15號堪薩斯州州道